# Association des cercles d’étudiants luxembourgeois
Die Association des cercles d’étudiants luxembourgeois (ACEL) ist der Dachverband der luxemburgischen Studentenvereinigungen. Er wurde im Jahr 1984 gegründet. Die ACEL zählt über 40 Zweigstellen, die in ganz Europa verteilt sind, und vertritt über 10.000 Studenten, wodurch er als größte und wichtigste Studentenvertretung Luxemburgs angesehen wird. Die ACEL ist ideologisch und politisch neutral, dies bedeutet, dass keine bestimmten parteipolitischen Meinungen vertreten werden, um dem Anspruch aller Studenten gerecht zu werden.

## Beschreibung
Eine große Anzahl der Luxemburger Studenten studieren im Ausland, da die Zahl kompletter und tiefgründiger Studiengänge in Luxemburg begrenzt ist. Dies führt zu einer einzigartigen Situation, die viele positive Aspekte mit sich bringt und unter anderem zur Gründung von Studentenvereinigungen in mehreren europäischen Universitätsstädten geführt hat. Die Studentenvereinigungen bilden heutzutage die aktiven Niederlassungen der ACEL und sind über 9 Länder verteilt: Belgien, Deutschland, Frankreich, Großbritannien, Luxemburg, Niederlande, Österreich, Schweiz und Vereinigte Staaten. Diese Studentenvereinigungen empfangen und vereinen die Luxemburger Studenten während ihrer Studienzeit in den jeweiligen Städten. Des Weiteren zählt die ACEL acht fachspezifischen Studentenvertretungen: Medizin, Betriebswirtschaftslehre, Jura, Psychologie, Bibliothekswesen, Ingenieurwissenschaften, Geschichte und Kommunikation.
Seit ihrer Gründung hat die ACEL sich drei Haupttätigkeitsziele gesetzt:
- Zusammenbringen von luxemburgischen Studenten im Ausland wie auch in Luxemburg;
- Informieren der Studenten und zukünftigen Studenten;
- Repräsentieren und Verteidigen der Rechte von Studenten auf nationalem und internationalem Niveau.

## Studentenvereinigungen
(Quelle: )

### Fachspezifische Studentenvereinigungen
- ALEM Medizinstudenten
- ALEP Psychologiestudenten
- ANEIL Ingenieurstudenten
- ANELD Jurastudenten
- ANESEC BWL-Studenten
- Historic.UL Geschichtsstudenten
- Jonk BAD Bibliothekswesenstudenten

### Belgien
- CELB Brüssel
- CELBas Bastogne
- LESTLE Lüttich
- GDL Nei-Leiwener Louvain-la-Neuve

### Deutschland
- AELK Karlsruhe
- ALESONTIA Bonn
- AVL Aachen
- LSB Bingen
- LSC Köln
- LSD Düsseldorf
- LSF Frankfurt
- LSH Heidelberg
- LSK Kaiserslautern
- LSM München
- LSS Saarbrücken
- LST Trier
- LSWü Würzburg
- SLUF Freiburg
- VLIB Berlin

### Frankreich
- AELP Paris
- ALUS Strasbourg
- CELM Montpellier
- ELAN Nancy
- Letz'Aix Aix-en-Provence

### Großbritannien
- SLSB Studenten in Groussbritannien

### Luxemburg
- LSL Luxemburg

### Niederlande
- LSMaas Maastricht
- RLA Amsterdam

### Österreich
- LSI Innsbruck
- LSW Wien

### Schweiz
- AELL Lausanne
- Friblëtz Fribourg
- LSSG St. Gallen
- LSZ Zürich

### USA
- LUAM Miami University, Oxford

### Andere
- aAcel Amicale der ACEL
- REEL VorstandOrganisatioun der REEL

### Ehemalige
- CEST Wissenschafts-, Technologie- und Kommunikationsstudenten (LU)
- CEFT Belval (LU)
- LSU Differdange (LU)
- LSNL Studenten in den Niederlanden (NL)
- LSBe Bern (CH)
- CELG Grenoble (FR)
- LSRM Rhein-Main-Gebiet (DE)
- LSCM Münster (DE)
- LBS BTS Studenten (LU)
- elSIC Kommunikationsstudenten (LU)
- LSHH Hamburg (DE)
- LSA Aberdeen (UK)

## Information
Eins der Haupttätigkeitsfelder der ACEL ist das Informieren der Studenten. Um diesem gerecht zu werden, veröffentlicht die ACEL jährlich ihren Guide du futur diplômé, der den Studenten den Einstieg in den Arbeitsmarkt vereinfachen soll. Des Weiteren informiert die ACEL zukünftige Studenten mit Hilfe ihres Guide du futur étudiant, der erstmals 1987 publiziert wurde. Seither wird der Guide du futur diplômé jährlich im September veröffentlicht und enthält praktische Informationen zu den verschiedenen Städten und den jeweiligen Universitäten. Er wird zusammen mit den Mitgliedsstudentenvereinigungen verfasst und beantwortet Fragen zur Wohnungssuche, Einschreibungen und sonstigem. Beide Publikationen sind gratis und bei jeder Sparkasse in Luxemburg, beim CEDIES und bei der ACEL erhältlich.
Neben beiden Broschüren veröffentlicht die ACEL auch ihren ’’ZOOM’’, der für die Studentenmesse herauskommt. Es handelt sich um eine von Studenten geschriebene Zeitung, die es den Lesern ermöglicht, sich einen Überblick über die Aktivitäten des vergangenen Jahres zu verschaffen. Von Aktivitätsberichten der Studentenvereinigungen bis zu Projektberichten der ACEL passiert das Wichtigste Revue.
D’ACEL stellt sech fir ist eine Broschüre mit den wichtigsten Informationen über die ACEL und ihre drei Haupttätigkeitsfelder.
Des Weiteren sind die ACEL und die Studentenvereinigungen jedes Jahr auf der sogenannten Studentenmesse ’’Foire de l’étudiant", um Schülern auf ihre Fragen zum künftigen Studium zu beantworten.
ACEL organisiert Tagesausflüge unter dem Motto Student für einen Tag in die nahe gelegenen Universitätsstädte, die zusammen mit den lokalen Studentenvereinigungen organisiert werden. Hierbei haben die teilnehmenden Schüler und Studenten die Möglichkeit, die Stadt, die Universität und die Studiengänge kennen zu lernen. Weil die Wahl des Studiums eine große Verantwortung mit sich bringt, ist der Tagesausflug Student für einen Tag eine gute Möglichkeit, nach dem Abitur das richtige Studium zu wählen.

## Zusammenbringen
Die ACEL sorgt auch für den Zusammenhalt zwischen den Studentenvereinigungen. Dies tut die ACEL mit verschiedenen Events über das ganze Jahr:

### De Studentebal
Der Ball der ACEL ist der größte Studentenball in Luxemburg. Zusammen mit der ACEL sind über 20 Studentenvereinigungen vertreten und verkaufen typische Getränke aus ihren jeweiligen Universitätsstädten. Dieses Event ist die Gelegenheit für Luxemburger Studenten, sich wiederzusehen, da diese während des akademischen Jahres über ganz Europa verteilt sind. Die Studentenvereinigungen helfen sowohl beim Aufbau wie beim Abbau und teilen den Gewinn unter sich. Dies ermöglicht ihnen, ihren Mitgliedern im kommenden Studienjahr viele Aktivitäten zu finanzieren.

### REEL
La Réunion européenne des étudiants luxembourgeois (Die europäische Zusammenkunft der Luxemburger Studenten) ist eine der wichtigsten Aktivitäten des Jahres für Luxemburger Studenten. Seit 1984 findet die REEL jedes Jahr in einer anderen Stadt statt. Es nehmen alljährlich 120 Studenten an diesem Meeting teil, welches vier Tage andauert. Auf dem Programm stehen unter anderem politische Diskussionen, kulturelle Besichtigungen, Meet and Greets mit den Partnern sowie auch festliche Abende. Jedes Jahr steht die REEL unter einem besonderen Motto, welches die Studenten betrifft und welches die Grundlage für die politischen Diskussionen bildet. Somit ist die REEL die Gelegenheit für Luxemburger Studenten, um an politischen Diskussionen teilzunehmen, möglichen zukünftigen Arbeitnehmern zu begegnen und Studenten aus anderen Universitätsstädten kennen zu lernen.

### Tournoi de Noël
Auch der Tournoi de Noël ist aus der Luxemburger Studentenkultur nicht mehr wegzudenken. Während der Winterferien treten die verschiedenen Studentenvereinigungen beim Fußball, Basketball und Volleyball gegeneinander an. Auch wenn jeder sein Bestes gibt, um zu gewinnen, so steht nichtsdestotrotz der Spaß im Vordergrund. Die LASEL organisiert den sportlichen Teil und die ACEL kümmert sich um die rechtliche Organisation. Der Erlös der zwei Tage wird immer für einen guten Zweck gespendet. So wurde er in den letzten Jahren der Fondation Concert gespendet und die ACEL nahm zusammen mit ihren Studentenvereinigungen am Relais pour la vie teil.

### Intercercle und Bälle
Das ganze Jahr über bemühen sich die Studentenvereinigungen, verschiedene Veranstaltungen zu organisieren. Auf einem sogenannten Intercercle organisiert eine Studentenvereinigung beispielsweise ein Beachvolleyballturnier, ein Grillfest oder eine kulturelle Aktivität in ihrer jeweiligen Stadt und lädt dazu die anderen Studentenvereinigungen der ACEL ein. Das Ziel ist das Kennenlernen und der Austausch mit anderen Studenten, der Spaß und neue Erfahrungen.
Verschiedene Studentenvereinigungen bemühen sich daneben, auch Bälle während des Schuljahres zu halten. Berühmte Bälle wie der Züricher, Brüsseler oder Münchener existieren bereits seit Jahren. Auch hier probiert die ACEL, mit einer Beteiligung an den Kosten möglichst gut zu motivieren. Ziel solcher Bälle ist auch der Profit, der den Studentenvereinigungen ermöglicht, ihren Mitgliedern das ganze Jahr über viele Aktivitäten vorschlagen zu können.

## Repräsentieren
Nicht weniger wichtig als das Informieren und das Zusammenbringen, ist die Vertretung der Studenten gegenüber den Autoritäten und die Verteidigung ihrer Rechte. Dazu pflegt die ACEL den regelmäßigen Dialog mit den verantwortlichen Ministerien, wie beispielsweise das Ministerium für höhere Bildung und Forschung.
Die ACEL bemüht sich das ganze Jahr über um konstruktive Gespräche mit dem Ministerium, um aktuelle Themen zu besprechen, von denen die Studenten betroffen sind. So wurde zum Beispiel eine Erhöhung der Fördergelder erreicht, die 2016 umgesetzt wurde.
Des Weiteren bemüht sich die ACEL, dass Luxemburger, die in Deutschland studieren, den Rundfunkbeitrag nicht bezahlen müssen, und jene, die in Frankreich studieren, ihre Taxe d’habitation nicht.
ACEL engagiert sich für die Luxemburger Studenten bei zahlreichen Angelegenheiten und tritt sowohl mit nationalen als auch internationalen Behörden in Kontakt, um Probleme zu lösen.